# ベンチャーキャピタル
ベンチャーキャピタル（venture capital、略称：VC）とは、ハイリターンを狙ったアグレッシブな投資を行う投資会社（投資ファンド）のこと。主に高い成長率を有する未上場企業に対して投資を行い、資金を投下する。上場時に売却することで大きな値上がり益を期待できるが、投資先企業の中には上場を果たすことができずに、出資金の回収が全くできないケースもあり、その意味で、ハイリスク・ハイリターンのスタンスで企業に投資しているといえる。経営コンサルティングなどを提供し、投資先企業の価値向上を図る企業も存在する。担当者が取締役会等にも参加し、経営陣に対して監視・コントロール・指導を行うこともある。事業会社が保有するコーポレートベンチャーキャピタル（CVC）は、VCの一種だが、フィナンシャルなリターンだけでなく、むしろ、ファンドの設立母体となった企業の新規事業立ち上げのために寄与する技術やアイディアなどの事業シーズを獲得するための情報探索のツール、新規事業立ち上げを推進する方策としてのVCファンドのことである。
ジャフコや大和SMBCキャピタル等の業界大手は、企業買収（バイアウト投資）等も行っており、買収ファンドの一面も持つ。　

## 概要
ベンチャーキャピタルは、未上場企業に投資し、ファンドの運用報酬も収益源とする事業である。投資した企業を上場（株式公開）させたり、他のファンド等に転売して利益を得ることもある。投資が失敗し、廃業したり上場できないベンチャーも多いため、各投資案件に対しては投資金額の3倍、5倍、10倍といったリターンを目標としている。つまり、打率は低いが、長打を狙うタイプの投資方針となっている。一般には株式等のエクイティの引受けが基本的な投資手法となっているが、その他に、いわゆるCBの引受けや様々な設計の種類株等の引受けも行う。
自己資金を未上場企業に投資するケースと、投資事業組合（ファンド）を設立し、投資家から資金を集めて、ベンチャーキャピタルがそのファンドマネージャーとして未上場企業に投資するケースとがある。このようなベンチャーキャピタルファンドは、金融商品としては直接金融の中のオルタナティブ投資の一つであるプライベートエクイティの一形態として位置づけられる。
未上場企業に対して「出資」という形態で資金を投じるため、産業育成という役割が非常に大きい。ベンチャーキャピタルが出資先ベンチャー企業の経営に深く関与する場合もある。このような投資スタイルは「ハンズオン」と呼ばれている。時には投資担当者が投資先企業の社外取締役に就任して経営の一端を担うこともある。

## ベンチャーキャピタルの属性
ベンチャーキャピタルには独立系ベンチャーキャピタルやコーポレートベンチャーキャピタルといったいくつかの属性が存在する。株式会社INITIALは調査の際に金融系・独立系・コーポレートベンチャーキャピタル・海外・政府系・その他に分けている。

### 金融系ベンチャーキャピタル
金融系ベンチャーキャピタル（略称：金融系VC）とは銀行や証券会社などの金融機関がファンドの出資者となっているベンチャーキャピタルのことを指す。

### 独立系ベンチャーキャピタル
独立系ベンチャーキャピタル（略称：独立系VC）とは無限責任組合員（general partner、略称：GP）として、投資事業有限責任組合（VCファンド）を組成して、有限責任組合員（limited partner、略称：LP）である事業会社や機関投資家などから資金を集め、投資を行っているベンチャーキャピタルのことを指す。

## 日本のベンチャーキャピタル
1963年に政府の特殊法である中小企業投資育成会社法によって設立された、東京中小企業投資育成、大阪中小企業投資育成、名古屋中小企業投資育成の3社がベンチャーキャピタルの草分け的存在であると言われている。民間のベンチャーキャピタルで最古のものは1972年の京都エンタープライズデブロップメント（KED、1979年解散）で、現存する中ではジャフコ（当時は日本合同ファイナンス）が最初である。
ジャフコが野村グループの一員として設立されたように、日本におけるベンチャーキャピタルはその多くが銀行、証券会社、保険会社など金融機関の関連会社である。そのほかに、事業会社系、商社系、通信系などのベンチャーキャピタルが存在する。これらのベンチャーキャピタルが運営するファンドは、専ら親会社が出資しているため、コーポレートベンチャーキャピタル（CVC)と呼ばれる。親会社にとって、CVCは投資リターン以外の戦略的な狙いを持つことが多く、事業シナジーや情報収集が目的として挙げられる。
ストラテジックなリターン（戦略的なリターン）を得るCVC投資の始まりは、米国ゼロックス等が1960年代であり、日本の超大手企業にもすでに普及してる。「イノベーションのジレンマ」で社内から新しいイノベーションが生み出されないといったケースや、準大手企業や中堅企業で中央研究所などからの自社内R&Dが出てこない場合など、外部に新しい事業シーズを求めなければならない状況にあるオープン・イノベーションの最適なツールとなっている。
大学系のベンチャーキャピタルも存在するが、私立大学であればCVCと同様、親会社が出資しており、公立大学であれば税金が原資である。これらの大学系ベンチャーキャピタルは特定の大学の技術や学生を支援する目的で運営されている。
東京中小企業投資育成、大阪中小企業投資育成、名古屋中小企業投資育成以外にも政府系のベンチャーキャピタルは多く設立されている。
CVCや大学系、政府系ではなく、関連企業を持たないベンチャーキャピタルは独立系とも呼ばれ、ファンドの資金調達を独自に行うとともに、業種に特化するなど投資方針の独立性を持つことが多い。
2002年11月に日本における業界団体としては初めての日本ベンチャーキャピタル協会が設立された。なお、業界最大手のベンチャーキャピタルであるジャフコも2016年6月15日に加入が発表された。

### 日本の主なベンチャーキャピタル
証券系VC
- ジャフコ（国内最大手。野村ホールディングスが筆頭株主）
- 大和企業投資（大和証券系。旧：大和SMBCキャピタル。2010年7月の合弁解消に伴い、会社分割され、現在の商号に変更）

都市銀行系VC
- 三菱UFJキャピタル（三菱UFJ銀行が主要株主）
- SMBCベンチャーキャピタル（三井住友銀行の子会社。旧：大和SMBCキャピタル。2010年7月の合弁解消に伴い、会社分割され、現在の商号に変更）
- みずほキャピタル（みずほ銀行が主要株主）
- りそなキャピタル（りそなホールディングスの子会社）

保険系VC
- 東京海上キャピタル（東京海上日動の子会社）
- 三井住友海上キャピタル（三井住友海上の完全子会社）
- ニッセイ・キャピタル（日本生命の完全子会社）
- 三生キャピタル（大樹生命の完全子会社）

独立系VC
- NOWベンチャーキャピタル

- 株式会社サムライインキュベート
- 株式会社グロービス・キャピタル・パートナーズ
- 株式会社ジャフコ
- 日本ベンチャーキャピタル
- インキュベイトファンド株式会社
- フューチャーベンチャーキャピタル株式会社
- 日本アジア投資株式会社
- 株式会社WiL
- 株式会社ジェネシア・ベンチャーズ
- グローバル・ブレイン株式会社
- 株式会社日本テクノロジーベンチャーパートナーズ
- 株式会社Coral Capital
- Plug and Play Japan
- 合同会社GPJベンチャーキャピタル
- Beyond Next Ventures 株式会社
- 株式会社iSGSインベストメントワークス
- ザシードキャピタル株式会社
- スカイランドベンチャーズ株式会社
- イーストベンチャーズ株式会社
- イノベーション・エンジン株式会社
- CVC JAPAN株式会社
- コランダム・イノベーション株式会社
- 株式会社ベンチャーラボインベストメント
- モバイル・インターネットキャピタル株式会社
- KUSABI
- 株式会社alpha（グローバル・ブレインやSBIインベストメントの出身者が起業[5]）

その他金融
- SBIインベストメント（SBIホールディングスの子会社。旧：ソフトバンク・インベストメント）
- 信金キャピタル
- オリックス・キャピタル（オリックスの完全子会社）
- 紀陽リース・キャピタル
- NECキャピタルソリューション

事業会社系(CVC)
- NTTドコモ・ベンチャーズ（NTTドコモの完全子会社）
- 株式会社Relic
- TBSイノベーション・パートナーズ（東京放送ホールディングスの完全子会社）
- フジ・スタートアップ・ベンチャーズ（フジ・メディア・ホールディングスの完全子会社）
- 電通イノベーションパートナーズ（電通の完全子会社）
- YJキャピタル（ヤフーの完全子会社）
- 伊藤忠テクノロジーベンチャーズ（伊藤忠商事の子会社）
- 三井物産グローバル投資（三井物産の完全子会社）
- 三井ベンチャーズ - ※株式会社エム・ヴィ・シー
- トーヨーカネツ・コーポレートベンチャー投資事業組合
- コロプラネクスト
- リクルートストラテジックパートナーズ
- GREE ベンチャーズ
- KVP
- クオンタムリープ・キャピタル・パートナーズ株式会社（クオンタムリープ株式会社のグループ会社）

事業創造型VC
- XVC
- ソラシードスタートアップスタジオ

政府系ベンチャーキャピタル
- 産業革新機構
- 東京中小企業投資育成
- 大阪中小企業投資育成
- 名古屋中小企業投資育成

大学系ベンチャーキャピタル
- 東京大学エッジキャピタルパートナーズ（東京大学）
- 大阪大学ベンチャーキャピタル（大阪大学）
- 京都大学イノベーションキャピタル（京都大学）
- 東京大学協創プラットフォーム開発（東京大学）
- 慶應イノベーション・イニシアティブ（慶應義塾大学&野村ホールディングス）
- 早稲田大学GAPファンド（科学技術振興機構JSTによる研究成果展開事業 大学発新産業創出プログラム；社会還元加速プログラムSCORE大学推進型）[6]
- 筑波大学GAPファンド（科学技術振興機構JSTによる研究成果展開事業 大学発新産業創出プログラム；社会還元加速プログラムSCORE大学推進型）[6]
- 神戸大学・大阪工業大学共同GAPファンド（科学技術振興機構JSTによる研究成果展開事業 大学発新産業創出プログラム；社会還元加速プログラムSCORE大学推進型）[6]